# Guadalupe Minerva
Guadalupe Minerva är en ort i Mexiko.   Den ligger i kommunen Mineral de la Reforma och delstaten Hidalgo, i den sydöstra delen av landet, 90 km nordost om huvudstaden Mexico City. Guadalupe Minerva ligger 2 492 meter över havet och antalet invånare är 1 969.
Terrängen runt Guadalupe Minerva är huvudsakligen kuperad, men åt sydväst är den platt. Runt Guadalupe Minerva är det mycket tätbefolkat, med 1 135 invånare per kvadratkilometer. Närmaste större samhälle är Pachuca de Soto, 2,2 km väster om Guadalupe Minerva. Omgivningarna runt Guadalupe Minerva är i huvudsak ett öppet busklandskap.